# Джоел Ентоні
Джоел Вінсент Ентоні (англ. Joel Vincent Anthony; нар. 9 серпня 1982) — канадський професійний баскетболіст, який грав за «Маямі Гіт», «Бостон Селтікс», «Детройт Пістонс» і «Сан-Антоніо Сперс» Національної баскетбольної асоціації (НБА). Він виграв два чемпіонати з «Гіт» у 2012 та 2013 роках. Він — генеральний менеджер Монреальського альянсу Канадської елітної баскетбольної ліги (CEBL). Раніше був консультантом гравців «Гамільтон Гані Беджерс». Виступав за збірну Канади.

## Студентська кар'єра
Після навчання у вестмаунській школі, християнській школі у Доллар-де-Ормо та Доусонському коледжі Ентоні перейшов у коледж у Пенсаколі, Флорида, США. Через два роки він перевівся до Університету Невади, Лас-Вегас. Він очолював команду у блок-шотах у своєму юніорському сезоні 2004—2005; четверте місце у конференції Маунтін-Вест, але наступний сезон він пропустив.
Він повернувся у «Раннін Ребелс» і був названий найкращим захисником року конференції Маунтін Вест, посів друге місце у дивізіоні I НАСС за кількістю блок-шотів за 40 хвилин (6,77) і перше у конференції за кількістю блок-шотів, блоків за гру та частки виграшів у захисті. (Лідер дивізіону I, Мікелл Гледнесс, пізніше став товаришем Ентоні по команді «Маямі Гіт»). Найважливішим моментом останнього року Ентоні став його єдиний дабл-дабл у сезоні, найкращий показник за сезон 13 блоків і 11 підбирань проти «Техас Крістіан» у матчі 7 лютого 2007 року.

## Професійна кар'єра

### «Маямі Гіт» (2007—2014)
У липні 2007 року він підписав однорічний контракт (з можливістю продовження) з «Маямі». У тому сезоні він провів 24 матчі, набираючи у середньому 3,5 очка та 3,9 підбирання. Наступного року Ентоні дебютував у плей-офф НБА під час серії першого раунду «Маямі» з «Атланта Гокс». «Маямі» програла серію з рахунком 4–3. У липні 2009 року він був повторно підписаний «Гіт».
Після того, як у липні 2010 року «Маямі» придбала вільних агентів Леброна Джеймса та Кріса Боша, у липні 2010 року команда привертала увагу через самопроголошену «Велику трійку». 16 липня 2010 року Джоел Ентоні знову підписав п'ятирічний контракт з «Маямі Гіт» на суму 18 мільйонів доларів. З результатом 58–24 «Маямі» завершила сезон НБА 2010—2011 на другому місці у Східній конференції поступившись «Чикаго Буллз». «Гіт» пройшли перші три раунди плей-офф і програли «Даллас Маверікс» з рахунком 4–2 під час фіналу НБА 2011 року. Під час фіналу НБА Ентоні набирав у середньому 1,3 очка, 3,5 підбирання та 20,5 хвилин за гру.
Наступного сезону Джоел виграв свій перший титул НБА з «Маямі Гіт» у матчах проти «Оклахома-Сіті Тандер».
Ентоні виграв свій другий чемпіонат 20 червня 2013 року, коли «Гіт» перемігла «Сан-Антоніо Сперс» у напруженій серії із семи ігор. У серії Ентоні набрав 2 очки, відігравши 3,7 хвилини.

### «Бостон Селтікс» (2014)
15 січня 2014 року завершився обмін між трьома командами за участю «Маямі Гіт», «Бостон Селтікс» і «Голден Стейт Ворріорз». «Гіт» відправив Ентоні, захищений майбутній драфт-пік, отриманий від «Філадельфії» у попередньому обміні, і драфт-пік у другому раунді 2016 року до «Селтікс». В обмін «Гіт» отримала Тоні Дугласа з «Ворріорз». У рамках угоди «Ворріорз» також отримали Джордана Кроуфорда та Маршона Брукса з «Селтікс».

### «Детройт Пістонс» (2014—2016)
17 жовтня 2014 року Ентоні був обміняний в «Детройт Пістонс» на Вілла Байнама. У 49 іграх за «Пістонс» у сезоні 2014—2015 років він набирав у середньому 1,8 очка та робив 1,9 підбирання за 8,3 хвилини за гру.
20 липня 2015 року Ентоні знову підписав контракт з «Пістонс». 18 лютого 2016 року Ентоні був обміняний до «Філадельфії Севенті Сікстерс» у рамках тристороннього обміну між «Філадельфією», «Пістонс» і «Х'юстон Рокетс», де Ентоні та вибір у другому раунді 2017 року перейшли до «Філадельфії», Донатас Мотієюнас і Маркус Торнтон — до «Детройту», а права на Чака Мадуабума та вибір першого раунду 2016 року «Х'юстону». Однак через чотири дні «Пістонс» припинили обмін після невдалого медичного огляду Мотієюнаса, що змусило Ентоні повернутися до «Пістонс». 10 липня 2016 року «Пістонс» відмовилися від нього.

### «Сан-Антоніо Сперс» (2017)
Провівши передсезонний період із «Сан-Антоніо Сперс» у жовтні 2016 року Ентоні повернувся у команду у січні 2017 року, підписавши 10-денний контракт 23 січня. Того ж вечора він дебютував за «Сперс», зробивши чотири підбирання за п'ять хвилин у матчі проти «Бруклін Нетс» (112:86). 2 лютого він підписав другий 10-денний контракт зі «Сперс», а 12 лютого — контракт до кінця сезону.

### «Мілвокі Бакс» (2017)
24 вересня 2017 року Ентоні підписав контракт з «Мілвокі Бакс». Його звільнили 14 жовтня.

### «Сан-Лоренцо де Альмагро» (2018—2020)
27 лютого 2018 року Ентоні підписав контракт із «Сан-Лоренцо» з аргентинської Національної баскетбольної ліги як тимчасова заміна травмованого центрового форварда Матіаса Сандеса. 29 жовтня 2018 року Ентоні знову підписав контракт із «Сан-Лоренцо», замінивши Еріка Доусона.

## Кар'єра у національній збірній
Влітку 2006 року Ентоні увійшов до складу молодіжної національної збірної Канади та брав участь із командою у матчах в Італії, Німеччині та Словенії.
Ентоні дебютував у національній збірній влітку 2008 року. Він встановив рекорди за кількістю очок і блок-шотів в окремій грі. Однак Канада не змогла кваліфікуватися на Олімпіаду у Пекіні.
Наступного літа Ентоні взяв участь у Чемпіонаті Америки з баскетболу. Він допоміг Канаді посісти 4-е місце, поступившись у грі за бронзу Аргентині. Ентоні продемонстрував свій найкращий результат у півфінальній грі проти Бразилії, у якій він показав командний рекорд із 17 очками та 8 підбираннями, хоча канадці програли матч.
Влітку 2010 року Ентоні знову взяв участь у збірній Канади на Чемпіонаті світу з баскетболу. Канада програла всі п'ять ігор, що стало найгіршим результатом на міжнародному турнірі.
У серпні 2013 року у складі збірної Канади Ентоні брав участь у Чемпіонаті Америки з баскетболу.

## Подальша кар'єра
21 травня 2020 року «Гамільтон Гоні Беджер» з Канадської елітної баскетбольної ліги (CEBL) оголосили, що вони призначили Ентоні консультантом гравців.

## Особисте життя
Ентоні виховувала мати-одиначка. Його матір — Ерен Ентоні з острова Антигуа, яку назвав у своїй біографії людиною, що змінила його життя, вона була для нього натхненням. У нього також є сестра Шарлотта Прайс. Він міг відвідувати приватну школу у Вестмаунті, отримуючи фінансову підтримку. Він закінчив Невадський університет у грудні 2006 року зі спеціальністю соціологія та фізичне виховання.
Шанувальники зазвичай називають його «Вартовим». Псевдонім почав набирати популярність у Твіттері після того, як 17 грудня 2010 року «Гіт» перемогла «Нікс» у Нью-Йорку, а вболівальники назвали Ентоні «замкнутий» Амаре Стадемайр. Однак його товариші по команді називають його «Док».

## Статистика кар'єри в НБА

### Регулярний сезон
| Сезон      | Команда     | GP  | GS  | MPG  | FG%  | 3P% | FT%   | RPG | APG | SPG | BPG | PPG |
| ---------- | ----------- | --- | --- | ---- | ---- | --- | ----- | --- | --- | --- | --- | --- |
| 2007–2008  | Маямі       | 24  | 1   | 20.8 | .467 | -   | .592  | 3.9 | .1  | .4  | 1.3 | 3.5 |
| 2008–2009  | Маямі       | 65  | 28  | 16.1 | .483 | -   | .652  | 3.0 | .4  | .3  | 1.4 | 2.2 |
| 2009–2010  | Маямі       | 80  | 16  | 16.5 | .478 | -   | .717  | 3.1 | .2  | .3  | 1.4 | 2.7 |
| 2010–2011  | Маямі       | 75  | 11  | 19.5 | .535 | -   | .644  | 3.6 | .3  | .1  | 1.2 | 2.0 |
| 2011–2012† | Маямі       | 64  | 51  | 21.1 | .559 | -   | .690  | 3.9 | .1  | .6  | 1.3 | 3.4 |
| 2012–2013† | Маямі       | 62  | 3   | 9.1  | .515 | -   | .607  | 1.9 | .2  | .2  | .7  | 1.4 |
| 2013–2014  | Маямі       | 12  | 0   | 3.1  | .333 | -   | 1.000 | .6  | .0  | .0  | .3  | .5  |
| 2013–2014  | Бостон      | 21  | 0   | 7.1  | .385 | -   | .333  | 1.5 | .1  | .1  | .4  | 1.0 |
| 2014–2015  | Детройт     | 49  | 0   | 8.3  | .581 | -   | .682  | 1.9 | .1  | .2  | 1.0 | 1.8 |
| 2015–2016  | Детройт     | 19  | 0   | 5.1  | .600 | -   | .750  | 1.1 | .1  | .1  | .6  | .9  |
| 2016–2017  | Сан-Антоніо | 19  | 0   | 6.4  | .625 | -   | .625  | 1.6 | .2  | .1  | .3  | 1.3 |
| Кар'єра    | Кар'єра     | 490 | 110 | 14.4 | .513 | -   | .662  | 2.8 | .2  | .3  | 1.1 | 2.2 |

### Плей-офф
| Сезон   | Команда     | GP  | GS | MPG  | FG%  | 3P% | FT%   | RPG | APG | SPG | BPG | PPG |
| ------- | ----------- | --- | -- | ---- | ---- | --- | ----- | --- | --- | --- | --- | --- |
| 2009    | Маямі       | 6   | 2  | 14.7 | .800 | -   | 1.000 | 3.2 | .3  | .0  | 1.2 | 1.7 |
| 2010    | Маямі       | 5   | 0  | 15.8 | .714 | -   | .750  | 1.8 | .2  | .4  | 1.0 | 2.6 |
| 2011    | Маямі       | 21* | 13 | 27.4 | .367 | -   | .710  | 4.6 | .5  | .4  | 1.8 | 2.8 |
| 2012†   | Маямі       | 17  | 1  | 19.4 | .586 | -   | .800  | 3.2 | .1  | .3  | .9  | 3.2 |
| 2013†   | Маямі       | 14  | 0  | 5.1  | .300 | -   | -     | 1.5 | .0  | .1  | .3  | .4  |
| 2017    | Сан-Антоніо | 3   | 0  | 5.2  | .750 | -   | .000  | 1.3 | .0  | .0  | .7  | 2.0 |
| Кар'єра | Кар'єра     | 66  | 16 | 17.5 | .481 | -   | .746  | 3.1 | .2  | .3  | 1.1 | 2.2 |